# Круусемент, Арво Антонович
Арво Антонович Круусемент (эст. Arvo Kruusement; род. 20 апреля 1928) — советский и эстонский актёр и режиссёр театра и кино, сценарист. Экранизировал классические эстонские повести Оскара Лутса: «Весна» (1969), «Лето» (1976) и «Осень» (1990). Фильм «Весна» был отмечен как лучший эстонский художественный фильм в рейтинге, составленном эстонскими кинокритиками и журналистами в 2002 году. Заслуженный деятель искусств Эстонской ССР (1980).

## Биография
Арво Круусемент родился 20 апреля 1928 года в селе Ундла уезда Ляэне-Вирумаа в семье крестьянина. В 1942 году окончил начальную школу села Кадрина, а в 1947 году — коммерческое училище в городе Раквере. Затем учился в Москве на актёрском отделении ГИТИСа, которое он окончил в 1953 году.
В 1953—1959 годах работал актёром в Театре драмы имени В. Кингисеппа, затем занимался режиссурой в качестве режиссёра-стажёра у Георгия Товстоногова, главного режиссёра Ленинградского государственного академического Большого драматического театра имени М. Горького. В 1962—1964 годах работал в Пярнуском драматическом театре им. Л. Койдулы, сначала режиссером, затем главным постановщиком. В 1965—1991 годах работал режиссёром на «Таллинфильме». Как актёр сыграл в восьми фильмах, а также в нескольких телеспектаклях. Неоднократно был вторым режиссёром кинофильмов, написал несколько сценариев. Как кинорежиссёр снят семь художественных фильмов.
За постановку фильма «Весна» (1969) в 1972 году был удостоен Государственной премии Эстонской ССР. В 1980 году ему было присвоено звание заслуженного артиста Эстонской ССР. Труд всей жизни Арво Круусемента отмечен орденом Белой звезды III степени (2000), премией «За заслуги всей жизни» Культурного фонда Эстонии (2003) и премией «Национальная идея» Тартуского университета (2012).

## Творчество
Как режиссёру наибольшую известность ему принесла трилогия «Весна» (1969), «Лето» (1976) и «Осень» (1990) — экранизация одноимённых повестей Оскара Лутса. В фильме «Весна» впервые в эстонском кинематографе были массово задействованы актёры-дети. Режиссёру удалось передать на экране юмор и жизнерадостность произведений Оскара Лутса. Фильм «Весна» имел очень большой успех: в 1970 году в Эстонии на него было продано 558 000 билетов (при численности населения 1,34 млн.), а в 1971 году во всесоюзном прокате было продано 8 100 000 билетов. Две другие части трилогии «Лето» и «Осень» также пользовались успехом.
В 1971 году Круусемент снял музыкальную комедию «Дон Жуан в Таллине» по мотивам пьесы Самуила Алёшина «Тогда в Севилье». В 1978 году вышла его психологическая драма «Зимний отпуск», снятая по одноимённому роману «Виллема Гросса». В этом фильме рассказывается судьбе простого рабочего человека, которому противопоставлено советское начальство. Фильм 1981 года «Суровое море» — это этнографическая экранизация романа Аугуста Гайлита. В 1985 году режиссёр снял политический детектив «Свора» по мотивам романа американского писателя Д. Хэммета. В этом фильме имеется ряд сюрреалистических элементов, из-за чего он может восприниматься как пародия. В фильме «Свора», как и в «Суровом море», широко применяется стилизация.

## Фильмография

### Актёр
- 1955 — Яхты в море — парикмахер
- 1955 — Счастье Андруса
- 1962 — Мой младший брат — Матти, бригадир грузчиков
- 1964 — Я — «Берёза» — немецкий майор
- 1980 — Испанский вариант — Риббентроп
- 1987 — Дикие лебеди — Казначей
- 2006 — Визит старой дамы

### Режиссёр
- Весна (1969)
- Дон Жуан в Таллине (1971)
- Лето (1976)
- Зимний отпуск (1978)
- Суровое море (1981)
- Свора (1985)
- Осень (1990)

### Сценарист
- Школа господина Мауруса (1975)
- Леший (1976)
- Суровое море (1981)

## Критика
В 2002 году киножурналисты признали фильм Круусемента «Весна» лучшим эстонским фильмом всех времен.